# Хрущі
Хрущі (Melolonthinae) — найбільша підродина пластинчастовусих жуків, яка налічує понад 11 тисяч видів.

## Різноманіття
До складу підродини належать понад 11 тисяч видів, об'єднаних у приблизно 750 родів. Утім, це число не остаточне, оскільки багато видів, імовірно, ще не описано, особливо в тропічних регіонах. В Україні відомо 33 види з 3 триб.

## Біологія
Більшість імаго та личинок хрущів рослиноїдні, хоча низка видів на стадії жука не живляться. Личинки переважно ґрунтові, поїдають корені рослин, за винятком деяких пустельних видів (наприклад, роду Sparrmannia), які живляться гноєм.

## Систематика
Понад 750 родів об'єднані у понад 30 сучасних триб та 1 вимерлу:
- Ablaberini Blanchard, 1850 — Афротропіка
- Acomini Evans & Smith, 2020 — Неарктика
- Athliini Smith & Evans, 2018 — Неотропіка
- Automoliini Britton, 1978 — Австралазія
- Chasmatopterini Lacordaire, 1856 — Палеарктика
- Chnaunanthini Evans & Smith, 2020 — Неарктика
- Colymbomorphini Blanchard, 1850 — Австралазія
- Comophorinini Britton, 1957 — Австралазія
- †Cretomelolonthini Nikolajev, 1998
- Dichelonychini Burmeister, 1855 — Неарктика
- Diphucephalini Laporte, 1840 — Австралазія
- Diphycerini Medvedev, 1952 — Індомалая, Палеарктика
- Diplotaxini Kirby, 1837 — Афротропіка, Неарктика, Неотропіка, Індомалая
- Euchirini Hope, 1840 — Індомалая, Палеарктика
- Heptophyllini Medvedev, 1951 — Індомалая, Палеарктика
- Heteronychini Lacordaire, 1856 — Австралазія
- Hopliini Latreille, 1829 — Афротропіка, Неарктика, Неотропіка, Індомалая, Палеарктика
- Leucopholini Burmeister, 1855 — Австралазія, Індомалая, Палеарктика
- Lichniini Burmeister, 1844 — Неотропіка
- Liparetrini Burmeister, 1855 — Австралазія
- Macrodactylini Kirby, 1837 — Неарктика, Неотропіка, Індомалая
- Maechidiini Burmeister, 1855 — Австралазія, Індомалая
- Melolonthini Leach, 1819 — Афротропіка, Неарктика, Неотропіка, Індомалая, Палеарктика
- Oncerini LeConte, 1861
- Pachypodini Erichson, 1840 — Палеарктика
- Pachytrichini Burmeister, 1855 — Австралазія
- Phobetusini Evans & Smith, 2020 — Неарктика
- Phyllotocidiini Britton, 1957 — Австралазія
- Podolasiini Howden, 1997
- Rhizotrogini Burmeister, 1855 — Неарктика, Неотропіка, Індомалая, Палеарктика
- Scitalini Britton, 1957 — Австралазія
- Sericini Kirby, 1837 — Афротропіка, Неарктика, Палеарктика, Індомалая
- Sericoidini Erichson, 1847 — Неотропіка
- Schizonychini Burmeister, 1855 — Афротропіка, Індомалая, Палеарктика
- Systellopini Sharp, 1877 — Австралазія
- Tanyproctini Erichson, 1847 — Афротропіка, Неотропіка, Індомалая, Палеарктика
- Warwickiini Evans & Smith, 2020 — Неарктика

Молекулярно-філогенетичний аналіз 2021 року показав, що підродина не є монофілетичною, а триба Sericini Kirby, 1837 є окремою підродиною пластинчастовусих

## Хрущі й людина
Низка видів хрущів є шкідниками. Личинки пошкоджують корені садових та городніх культур, коренеплоди та цибулини, призводячи до загибелі рослин або зниження врожайності. Жуки можуть суттєво об'їдати листя та квітки дерев та кущів. Проти хрущів застосовують хімічні та біологічні засоби боротьби.
Завдяки першій строфі вірша Тараса Шевченка, «Садок вишневий коло хати, хрущі над вишнями гудуть», хрущі стали одним з символів українських краєвидів, поетичним образом, який підкреслює весняний період цвітіння вишні, передаючи характерні звуки польоту комах. Образ вплинув на всю подальшу українську літературу, хоча слово «хрущі» більше у Шевченка ніде не вживається.